# Asisko Urmeneta
Asisko Urmeneta Otsoa Errarteko (Pamplona, 1965) és un dibuixant de còmics basc. Les seves obres se centren en l'humor. És fill de l'alcalde de Pamplona, Miguel Javier Urmeneta i germà del dibuixant Mikel Urmeneta. Actualment viu a Hozta, a la Baixa Navarra.

## Trajectòria
Els seus primers passos com a dibuixant i guionista de còmics els va fer als anys 1980 als fanzins Korrok i Napartheid. Posteriorment, ha realitzat col·laboracions en premsa (sobretot a Argia), és membre del col·lectiu Zazpiak Batman (és coautor del llibre Mantxut amb Kike Amonarriz i Antton Olariaga), va participar en la revista satírica H28 i també dibuixa a la revista Xabiroi de l'Associació d'Ikastolas. Ha dibuixat portades d'àlbums musicals de grups com Oskorri, Pottoka i Negu Gorriak, entre d'altres.
A més, va realitzar caricatures al programa Mihiluze d'ETB1. Al costat de Juanjo Elordi va dirigir les pel·lícules d'animació Munduaren bira 80 egunetan, Doan (2009) i en Gartxot, konkista aitzineko konkista (2011).
El 2017 i 2018, Asisko Urmeneta va crear dos còmics: Eusklabo Alaiak (Gure Berriak, 2017) i AztiHitza: Xahoren Biografikoa (Erroa Argitaletxea, 2018). Gràcies a aquest darrer treball, Urmeneta va guanyar el 2019 el Premi Euskadi de Literatura en la modalitat d'Il·lustració d'Obra Literària.
A Els EUSclaus feliços (Pol·len Edicions, 2018) analitza amb grans dosis d'humor la situació del País Basc, en termes colonials. Una història basada en el Robinson Crusoe, que en aquest còmic és presentat com el colonitzador espanyol. L'acció se situa a l'Illa dels Faisans, la petita illeta de la desembocadura del riu Bidasoa on es va signar el Tractat dels Pirineus, el 1659, pel que Espanya va cedir a França la Catalunya del Nord.

## Obra publicada
- Hegoekialde Urruneko Legenda (Napartheid, 1988)
- Erraondo (TT komikiak, 1991)
- I'm Pellot, Biba festa! (Argia, 1996)
- Nora hoa, xirimola? (Desclée de Brouwer, 2002)
- Sugea lilipean (Desclée de Brouwer, 2003)
- Gartxot (Argia, 2003)
- Okatxu hegal egiten (Argia, 2010)
- Al costat de Ainara Azpiazu, Antton Olariaga, Mattin Martiarena, Unai Gaztelumendi, Unai Iturriaga, Joseba Larratxe i Zaldieroa, ha participat en el llibre Altza porru (Argia, 2016) de Jakoba Errekondo.
- Eusklabo Alaiak (Gureberriak, 2017)
- AztiHitza: Xahoren Biografikoa (Erroa Argitaletxea, 2018)[8] Premi Euskadi
- 1620, Nafarroa Beheregaina (Nabarralde Fundazioa, 2019)
- Sugarren mende (Gure berriak, 2020)